# Johann Hatzl

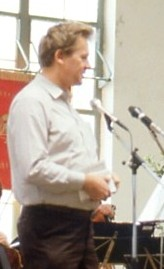
Johann Hatzl bei einer Rede 1984

Johann Hatzl (* 7. September 1942 in Wien; † 10. April 2011 ebenda) war ein österreichischer Politiker (SPÖ), Abgeordneter zum Wiener Landtag, Amtsführender Stadtrat und Erster Landtagspräsident Wiens.

## Ausbildung und Beruf
Johann Hatzl besuchte zwischen 1948 und 1956 die Pflichtschule und erlernte im Anschluss den Beruf des Betriebs- und Waggonbauschlossers. Nach seinem Lehrabschluss 1959 arbeitete er als Motorenschlosser und Waggonbaukontrollor bei Simmering-Graz-Pauker in Wien. 1965 wechselte er als Landessekretär zum Österreichischen Jugendherbergsverband für Wien und Niederösterreich, von 1972 bis 1976 war er Parteiangestellter der SPÖ.

## Politische Laufbahn
Johann Hatzl engagierte sich bereits als Jugendlicher bei der Sozialistischen Jugend Österreich (SJÖ) und war 1959 bis 1968 in Wien-Simmering Bezirksvorsitzender der SJ. 1968 bis 1972 stand er der SJ Wien als Landesobmann vor und war 1972 bis 1976 Verbandsvorsitzender der SJ Österreich. Zudem betätigte sich Hatzl in der Bezirkspolitik. Er war von 1969 bis 1973 Bezirksrat in Simmering und von 1975 bis zum April 2007 Bezirksparteivorsitzender der SPÖ Simmering.
Hatzl nahm rasch auch wichtige Positionen im Land Wien und im Bund ein. 1973 bis 1977 war er Mitglied des SPÖ-Bundesparteivorstands und 1976 bis 1979 Abgeordneter zum Nationalrat. 1979 wechselte Hatzl in die Wiener Landesregierung, wo er zwischen 1979 und 1983 Amtsführender Stadtrat für Wohnen und Stadterneuerung und 1983 bis 1991 Amtsführender Stadtrat für Verkehr und Energie war. 

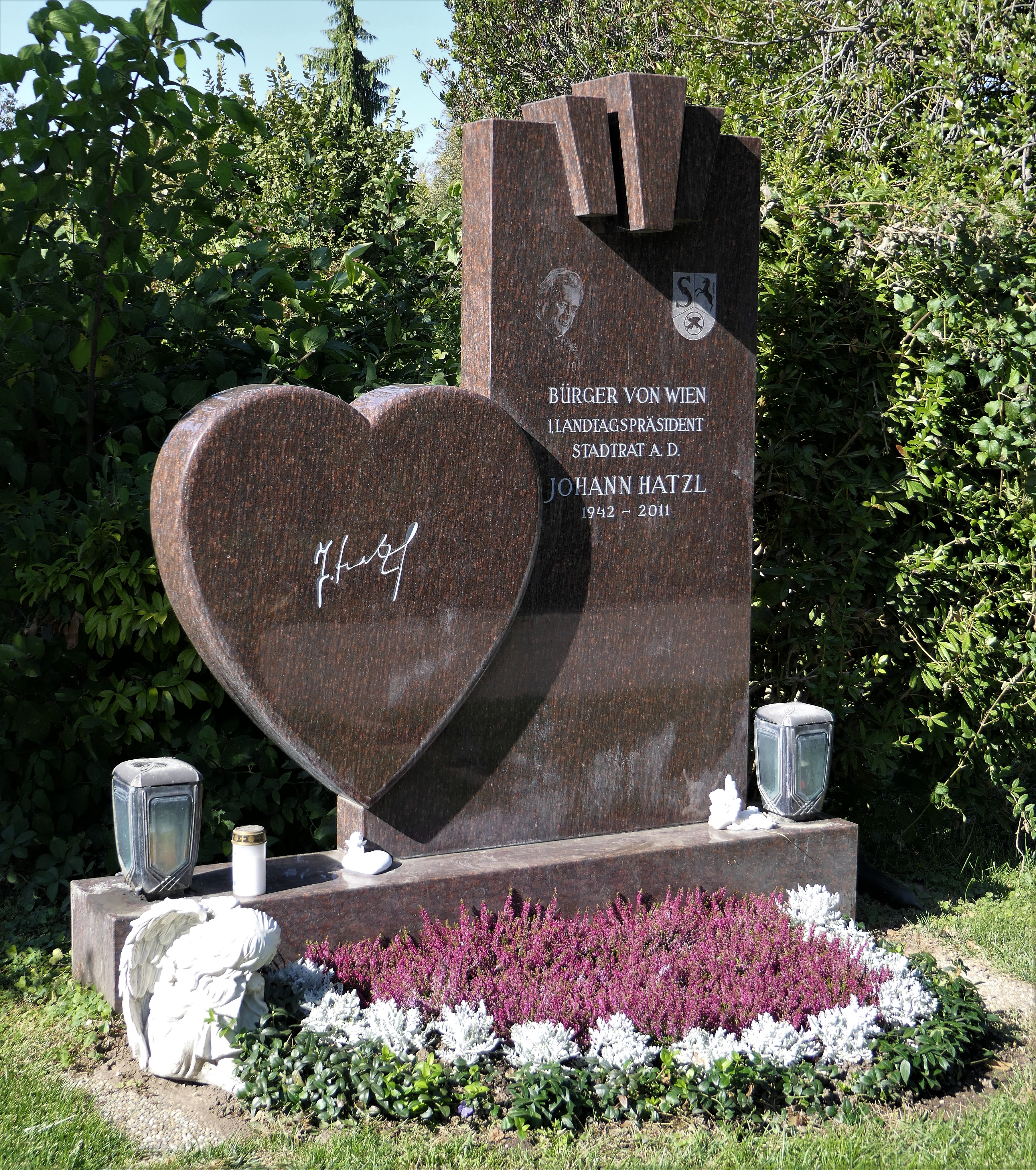
Zentralfriedhof Wien, Grabstätte Johann Hatzl

Danach war Hatzl 1991 bis 1994 Amtsführender Stadtrat für Bürgerdienst, Inneres und Personal, zwischen 1994 und 1996 fielen zudem die Wiener Stadtwerke in seinen Kompetenzbereich.
1996 wechselte Hatzl von der Stadtregierung wieder in den Landtag und Gemeinderat. Er führte bis 2001 den Klubvorsitz der SPÖ Landtags- und Gemeinderatsfraktion und war ab 2001 Erster Präsident des Wiener Landtags. Hatzl war als Nachfolger von Franziska Fast außerdem Präsident der Volkshilfe Wien. Innerparteilich war Hatzl ab 1987 wieder Mitglied des SPÖ-Bundesparteivorstands und seit 1998 Stellvertretender Landesparteivorsitzender der SPÖ Wien. Hatzl schied am 29. Oktober 2008 aus dem Landtag und Gemeinderat aus und zog sich in den Ruhestand zurück. Er war mit der ehemaligen Landtagsabgeordneten Eva-Maria Hatzl, 2014–2015 Bezirksvorsteherin von Simmering, verheiratet.
Nach seinem Tod im April 2011 wurde er am Wiener Zentralfriedhof in einem Ehrengrab beigesetzt. Im Jahr 2013 wurde in Simmering (11. Bezirk) der Vorplatz des 2. Tores des Zentralfriedhofs als Johann-Hatzl-Platz benannt.

## Auszeichnungen

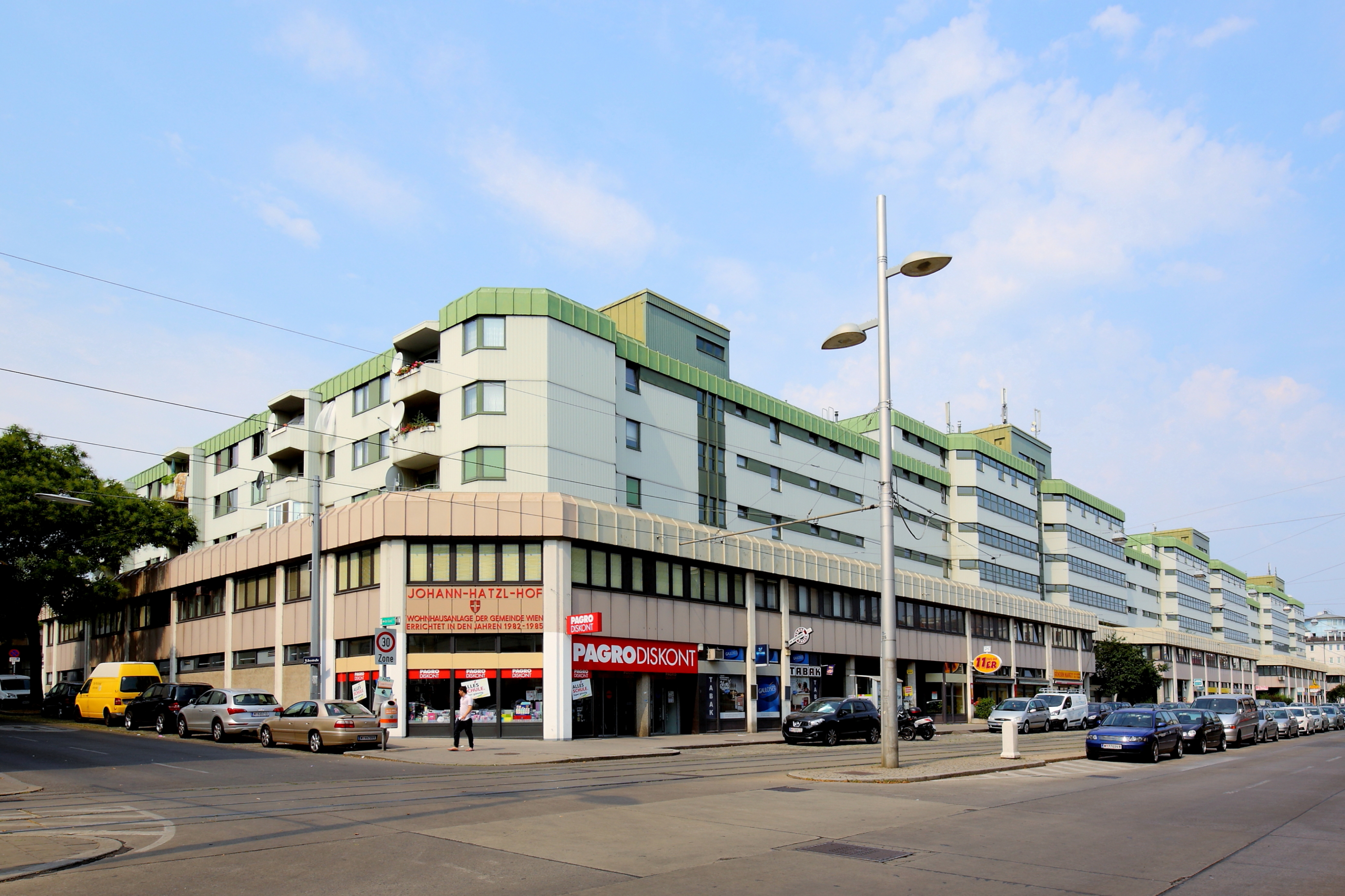
Der nach ihm benannte Gemeindebau an der Simmeringer Hauptstraße

- 2008: Großes Goldenes Ehrenzeichen mit dem Stern für Verdienste um die Republik Österreich[4]
- 2009: Bürger der Stadt Wien[5]